# Boarmia cymatomita
Boarmia cymatomita là một loài bướm đêm trong họ Geometridae.